# Herb gminy Telatyn
Herb gminy Telatyn – jeden z symboli gminy Telatyn, autorstwa Roberta Szydlika, ustanowiony 21 listopada 2012.

## Wygląd i symbolika
Herb przedstawia na tarczy w polu czerwonym św. Michała Archanioła z mieczem gorejącym w prawej ręce i wagą w lewej depczącego buńczuk tatarski.

## Symbolika
Herb nawiązuje do ważnego wydarzenia historycznego w historii gminy, jakim była koncentracja wojsk polskich pod wodzą hetmana Jana Sobieskiego, późniejszego króla Jana III, jaka miała miejsce 18 września 1672 pod Telatynem. Wyprawa wojenna Sobieskiego zakończyła się zwycięstwem nad Tatarami. W herbie gminy patron rycerstwa polskiego, Archanioł Michał, depcze buńczuk, symbolizujący oddziały tatarskie. 